# 13. Tony-gála
A 13. Tony-gála az 1958/1959-es szezon legjobb Broadway színházi alakításait értékelte. A díjátadót 1959. április 12-én tartották a New York-i Waldorf-Astoriaban, a műsor házigazdája Bud Collyer volt. A gálát a WCBS-TV közvetítette élőben.

## Győztesek és jelöltek
A nyertesek félkövérrel jelölve.
| Legjobb színdarab | Legjobb musical |
| --- | --- |
| - J.B. – Archibald MacLeish - Egy igazi úr – Eugene O’Neill - George Dillon sírfelirata – John Osborne, Anthony Creighton - The Disenchanted – Budd Schulberg, Harvey Breit - Az öreg hölgy látogatása – Friedrich Dürrenmatt | - Redhead - Flower Drum Song - La Plume de Ma Tante |
| Legjobb férfi főszereplő színdarabban | Legjobb női főszereplő színdarabban |
| - Jason Robards – The Disenchanted (Manley Halliday) - Cedric Hardwicke – A Majority of One (Koichi Asano) - Alfred Lunt – Az öreg hölgy látogatása (Anton Schill) - Christopher Plummer – J.B. (Nickles) - Cyril Ritchard – The Pleasure of His Company (Biddeford Poole) - Robert Stephens – George Dillon sírfelirata (George Dillon) | - Gertrude Berg – A Majority of One (Bertha Jacoby) - Claudette Colbert – The Marriage-Go-Round (Content Lowell) - Lynn Fontanne – Az öreg hölgy látogatása (Claire Zachanassian) - Kim Stanley – Egy igazi úr (Sara Melody) - Maureen Stapleton – The Cold Wind And The Warm (Ida) |
| Legjobb férfi főszereplő musicalben | Legjobb női főszereplő musicalben |
| - Richard Kiley – Redhead (Tom Baxter) - Larry Blyden – Flower Drum Song (Sammy Fong) | - Gwen Verdon – Redhead (Essie Whimple) - Miyoshi Umeki – Flower Drum Song (Mei-Li) |
| Legjobb férfi mellékszereplő színdarabban | Legjobb női mellékszereplő színdarabban |
| - Charlie Ruggles – The Pleasure of His Company (Mackenzie Savage) - Marc Connelly – Tall Story (Charles Osman) - George Grizzard – The Disenchanted (Shep Stearns) - Walter Matthau – Once More, with Feeling! (Maxwell Archer) - Robert Morse – Say, Darling (Ted Snow) - George C. Scott – Comes a Day (Tydings Glenn)                | - Julie Newmar – The Marriage-Go-Round (Katrin Sveg) - Maureen Delany – God and Kate Murphy (Carrie Donovan) - Dolores Hart – The Pleasure of His Company (Jessica Poole) - Nan Martin – J.B. (Sarah) - Bertice Reading – Requiem egy apácáért (Nancy Mannigoe)                     |
| Legjobb férfi mellékszereplő musicalben | Legjobb női mellékszereplő musicalben |
| - Russell Nype – Goldilocks (George Randolph Brown) (döntetlen) - Leonard Stone – Redhead (George Poppett) (döntetlen) | - Pat Stanley – Goldilocks (Lois Lee) - Julienne Marie – Whoop-Up (Mary Champlain |
| Legjobb rendező | Legjobb koreográfia |
| - Elia Kazan – J.B. - Peter Brook – Az öreg hölgy látogatása - Robert Dhéry – La Plume de Ma Tante - William Gaskill – George Dillon sírfelirata - Peter Glenville – Rashomon - Cyril Ritchard – The Pleasure of His Company - Dore Schary – A Majority of One                                                                           | - Bob Fosse – Redhead - Agnes de Mille – Goldilocks - Carol Haney – Flower Drum Song - Onna White – Whoop-Up |
| Legjobb díszlettervezés | Legjobb jelmeztervezés |
| - Donald Oenslager – A Majority of One - Boris Aronson – J.B. - Ballou – The Legend of Lizzie - Ben Edwards – Jane Eyre - Oliver Messel – Rashomon - Teo Otto – Az öreg hölgy látogatása | - Rouben Ter-Arutunian – Redhead - Antonio Castillo – Goldilocks - Dorothy Jenkins – The World of Suzie Wong - Oliver Messel – Rashomon - Irene Sharaff – Flower Drum Song |
| Legjobb karmester és zenei igazgató | Legjobb színpadi technikus |
| - Salvatore Dell'Isola – Flower Drum Song - Jay Blackston – Redhead - Lehman Engel – Goldilocks - Gershon Kingsley – La Plume de Ma Tante | - Sam Knapp – The Music Man - Thomas Fitzgerald – Who Was That Lady I Saw You With? - Edward Flynn – The Most Happy Fella |

### Különdíjak
- John Gielgud
- Howard Lindsay
- Russel Crouse
- A La Plume de Ma Tante stábja: Pamela Austin, Colette Brosset, Roger Caccia, Yvonne Constant, Genevieve Coulombel, Robert Dhéry, Michael Kent, Jean Lefevre, Jacques Legras, Michael Modo, Pierre Olaf, Nicole Parent, Ross Parker, Henri Pennec

## Műsorvezetők
A gálán az alábbi műsorvezetők működtek közre:
- Dana Andrews
- Ina Balin
- Ralph Bellamy
- Polly Bergen
- Claudette Colbert
- Robert Dowling
- Faye Emerson
- Farley Granger
- Oscar Hammerstein II
- Celeste Holm
- Robert Preston
- Rip Torn

## Fordítás
- Ez a szócikk részben vagy egészben  a(z)   13th Tony Awards című angol Wikipédia-szócikk fordításán alapul.  Az eredeti cikk szerkesztőit annak laptörténete sorolja fel. Ez a jelzés csupán a megfogalmazás eredetét és a szerzői jogokat jelzi, nem szolgál a cikkben szereplő információk forrásmegjelöléseként.